# St. Joseph (Michigan)
St. Joseph – miasto w Stanach Zjednoczonych, w stanie Michigan, siedziba administracyjna hrabstwa Berrien.